# KAL-Online
KALonline er et gratis koreansk MMORPG, som omhandler den orientalske myte omkring d. 74 krig mellem Ha-Nin, den store konge, og "Ban-Go" en kriger som udfordrede kongen med legioner af demoner.
Det er de 4 klasser man kan være som er Thief, Mage, Knight og Archer.

| computerspil | Spire Denne computerspilsrelaterede artikel er en spire som bør udbygges. Du er velkommen til at hjælpe Wikipedia ved at udvide den. |